# Reseda barrelieri var. barrelieri
Reseda barrelieri subsp. barrelieri é uma variedade de planta com flor pertencente à família Resedaceae. 
A autoridade científica da variedade é Bertol. ex Müll. Arg., tendo sido publicada em DC., Prodr. 16(2): 557 (1868).

## Portugal
Trata-se de uma variedade presente no território português, nomeadamente em Portugal Continental.
Em termos de naturalidade é endémica da Península Ibérica.

## Protecção
Não se encontra protegida por legislação portuguesa ou da Comunidade Europeia.